# Riserva naturale orientata Parma Morta
Die Riserva naturale orientata Parma Morta ist ein 1990 eingerichtetes Naturschutzgebiet bei Mezzani in der italienischen Provinz Parma. Es wird auch als Riserva regionale Parma Morta geführt und ist seit 2006 Teil des FFH-Gebietes Parma Morta.

## Daten
Das Schutzgebiet in der Emilia-Romagna liegt auf einer Länge von etwa fünf Kilometer zwischen den Mündungen der Flüsse Parma und Enza in den Po. Es umfasst eine Fläche von 64,51 Hektar entlang eines Feuchtgebiets namens Parma Morta. An dieser Stelle floss einst der Fluss Parma. Bis 1870 mündete er in die Enza, danach wurde sein Flusslauf direkt in den Fluss Po umgeleitet.
Das stehende Wasser des inaktiven ehemaligen Flussarms ist mit der Enza verbunden.
Um einen gleichbleibenden Wasserpegel zu gewährleisten, durch den das Ökosystem erhalten werden kann, wurde von den umgebenden Kanälen ein Wasserzufuhrsystem entwickelt.

## Flora und Fauna
Entlang des alten Flusslauf sind Pflanzen wie Seggen und andere semi-aquatische Pflanzen zu finden, darunter Sträucher des Faulbaums, Schwarz-Erlen und Ulmen-Haine,  Feldahorn und Stieleichen.
Im Schutzgebiet wachsen Pflanzen wie die Sommer-Knotenblume (Leucojum aestivum), der Kleefarn (Marsilea quadrifolia). Eine der seltenen ist der Gewöhnliche Wasserschlauch (Utricularia vulgaris), eine fleischfressende Pflanze die wurzellos im Wasser treibt und sich von kleinen Insekten ernährt. Im Sommer zeigt sie schöne gelbe Blüten, die aus dem Wasser sprießen.
Es ist außerdem Rückzugsgebiet für viele Amphibien, Reptilien und Vögel. Es brüten hier einige Arten, die in der Vogelschutzrichtlinie der Europäischen Union aufgelistet sind.
Vögel des Schutzgebietes
| - Rötelfalke – Falco naumanni - Rotfußfalke – Falco vespertinus - Neuntöter – Lanius collurio - Schwarzstirnwürger – Lanius minor - Rohrdommel – Botaurus stellaris | - Zwergdommel – Ixobrychus minutus - Nachtreiher – Nycticorax nycticorax - Rallenreiher – Ardeola ralloides - Silberreihe – Casmerodius albus - Seidenreiher – Egretta garzetta | - Purpurreiher – Ardea purpurea - Eisvogel – Alcedo atthis - Uferschwalbe – Riparia riparia |

## LIFE + „Pianura Parmense“
Das Reservat ist eines der letzten verbliebenen Feuchtgebiete in einer ansonsten intensiv landwirtschaftlich genutzten Kulturlandschaft
Es ist eins von sechs Bereichen, die zum Ökologie-Projekt LIFE + „Pianura Parmense“ zählen. Das Projekt wird zu gleichen Teilen von der Provinz Parma und der EU finanziert.

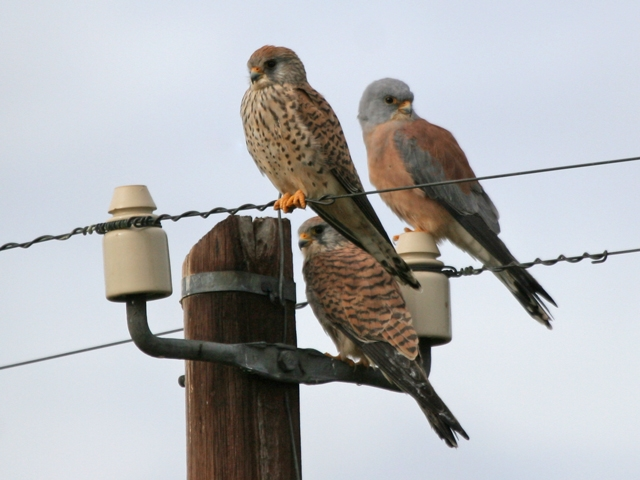
Rötelfalke (Männchen und zwei Weibchen)
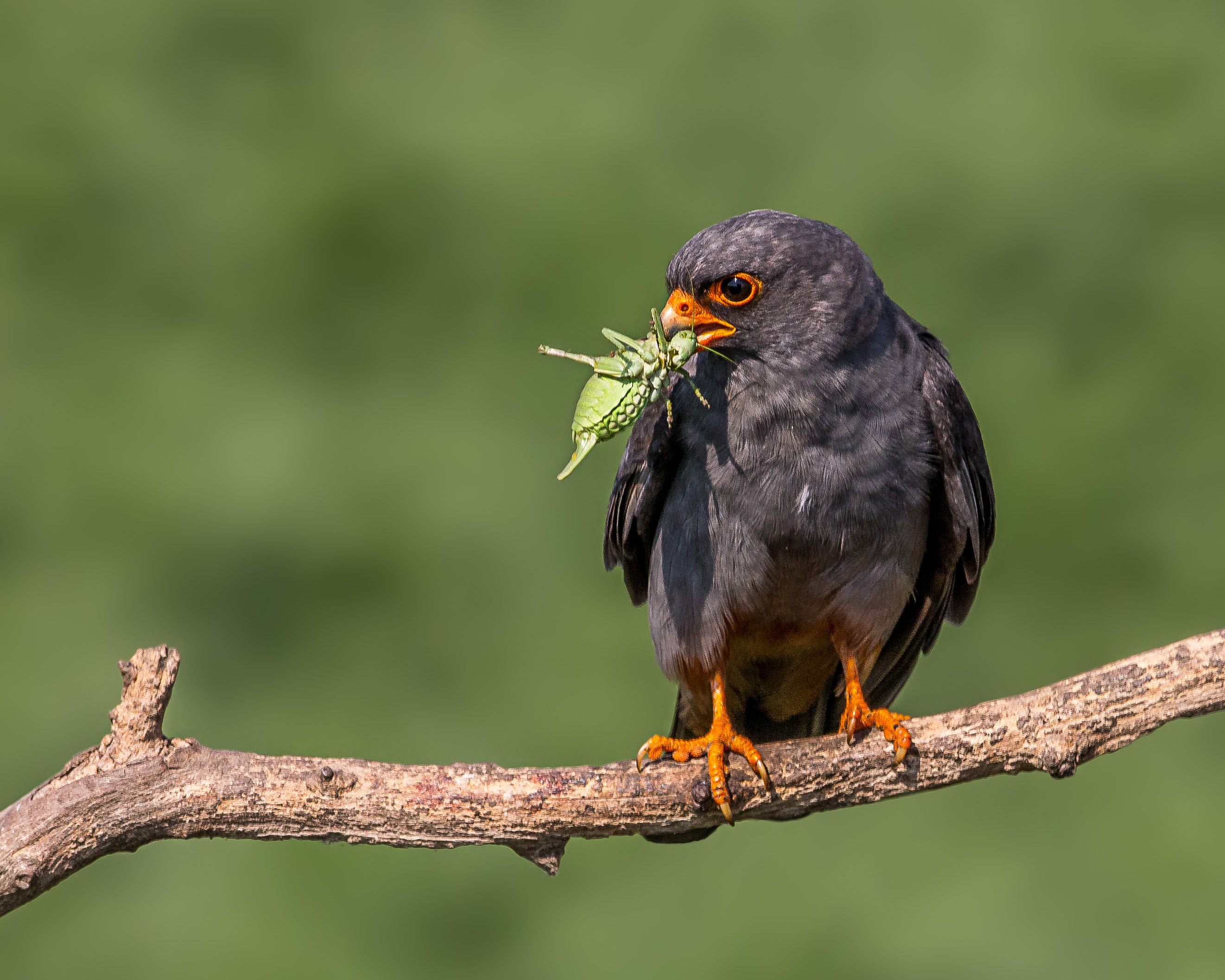
Rotfußfalke (Männchen)
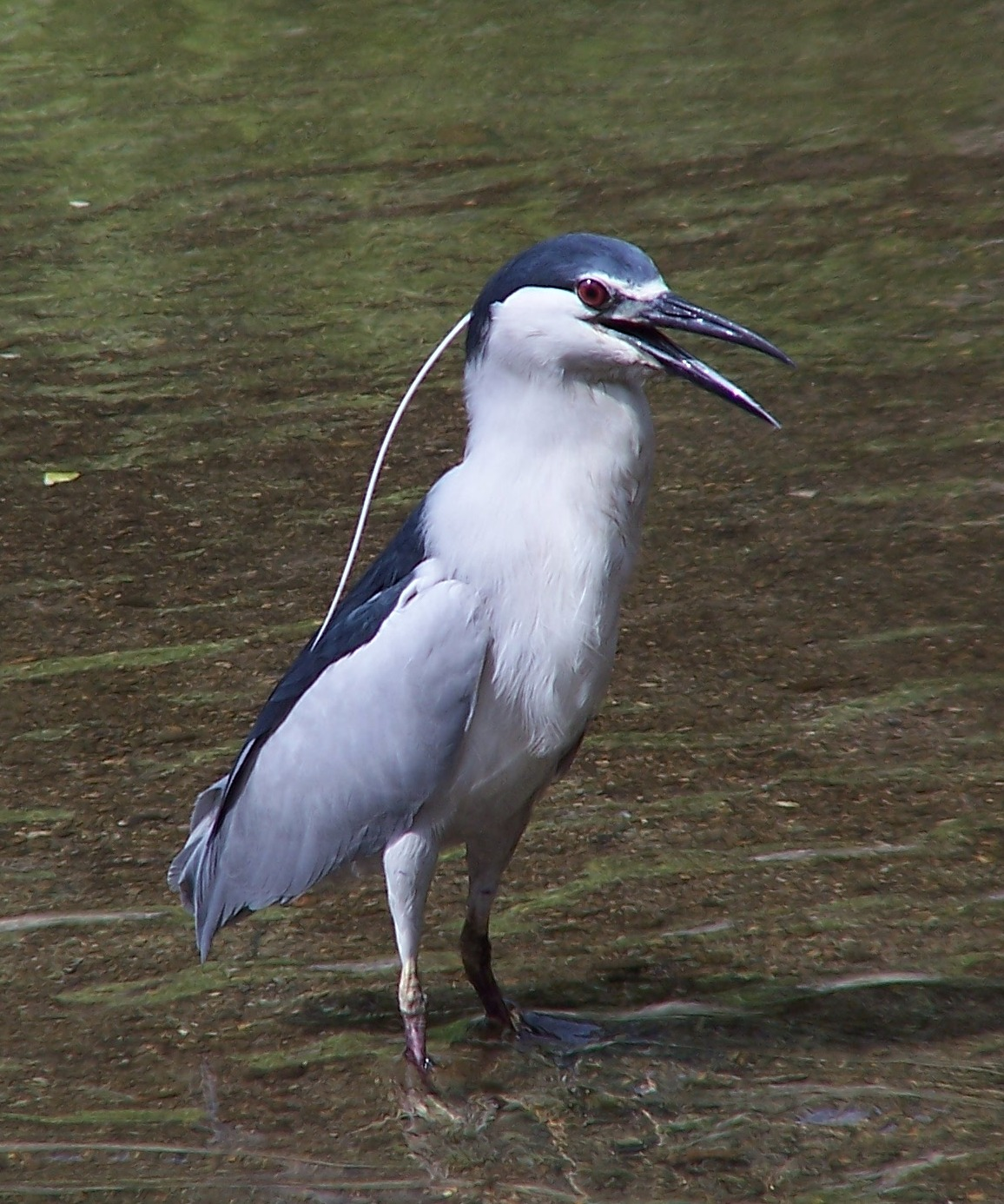
Nachtreiher
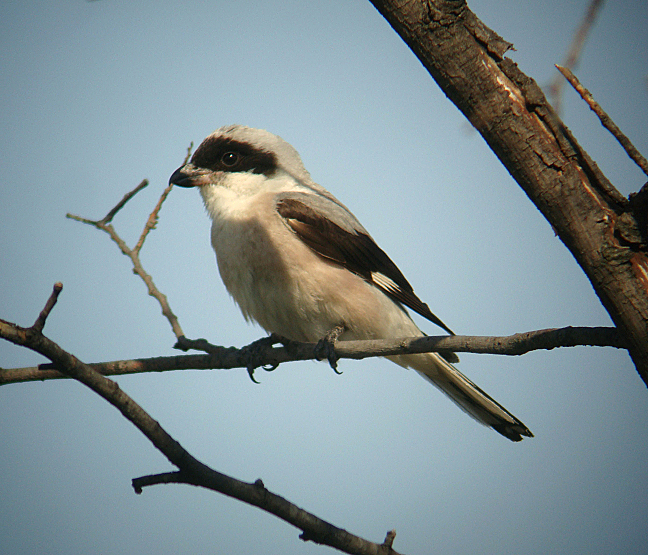
Schwarzstirnwürger
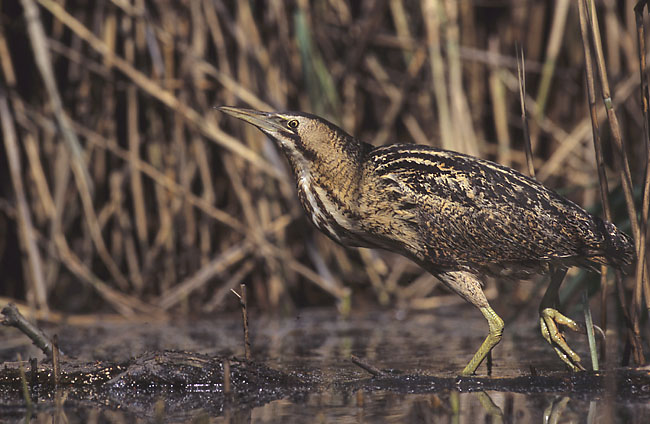
Rohrdommel